# ト・キ・メ・キ旅物語
『ト・キ・メ・キ旅物語』（ト キ メ キ たびものがたり）は、1991年10月6日から1992年3月29日まで、TBS系列局で放送されていた毎日放送（MBS）制作の紀行番組である。放送時間は毎週日曜 22:30 - 23:00 (JST) 。

## 概要
前番組『今宵はKANKURO』から引き続き、JALの一社提供で放送。カウキャッチャーはアートネイチャーだった。

## ゲス ト
- 1991年10月6日 岩城滉一 - カリブ海
- 1991年10月13日 山口美江 - サンフランシスコ
- 1991年10月20日 山下真司 - イタリア
- 1991年10月27日 小堺一機 - ニューヨーク
- 1991年11月3日 山際淳司 - ベルリン
- 1991年11月10日 西村知美 - タイ
- 1991年11月17日 松尾雄治 - イギリス
- 1991年11月24日 立松和平 - バルセロナ
- 1991年12月1日、12月8日 松田聖子 - ニューヨーク
- 1991年12月15日 夏木マリ - ロンドン
- 1991年12月22日 佐野量子 - 台湾
- 1992年1月5日 沢口靖子 - エーゲ海
- 1992年1月12日 ラッキー池田 - プレスリー
- 1992年1月19日、1月26日 織田裕二 - モロッコ
- 1992年2月2日 掛布雅之 - アメリカ西海岸
- 1992年2月9日 かまやつひろし&上田正樹 - ニューオーリンズ
- 1992年2月16日 かとうれいこ - 韓国
- 1992年2月23日 富田靖子 - オーストラリア
- 1992年3月1日 田中義剛 - ニューヨーク
- 1992年3月8日 熊谷真実 - 香港
- 1992年3月15日 松下由樹 - ニュージーランド
- 1992年3月22日 楠田枝里子 - ベネチア
- 1992年3月29日 明石家さんま - ドイツ

## ネット局
| 放送対象地域   | 放送局                    | 系列    | 放送曜日・放送時間                 | 遅れ       | 備考            |
| -------------- | ------------------------- | ------- | ---------------------------------- | ---------- | --------------- |
| 近畿広域圏     | 毎日放送（MBS）           | TBS系列 | 日曜 22時30分 - 23時00分           | 同時ネット | 製作局          |
| 北海道         | 北海道放送（HBC）         | TBS系列 | 日曜 22時30分 - 23時00分           | 同時ネット |                 |
| 青森県         | 青森テレビ（ATV）         | TBS系列 | 日曜 22時30分 - 23時00分           | 同時ネット |                 |
| 岩手県         | 岩手放送（IBC）           | TBS系列 | 日曜 22時30分 - 23時00分           | 同時ネット | 現・IBC岩手放送 |
| 宮城県         | 東北放送（TBC）           | TBS系列 | 日曜 22時30分 - 23時00分           | 同時ネット |                 |
| 山形県         | テレビユー山形（TUY）     | TBS系列 | 日曜 22時30分 - 23時00分           | 同時ネット |                 |
| 福島県         | テレビユー福島（TUF）     | TBS系列 | 日曜 22時30分 - 23時00分           | 同時ネット |                 |
| 関東広域圏     | 東京放送（TBS）           | TBS系列 | 日曜 22時30分 - 23時00分           | 同時ネット | 現・TBSテレビ   |
| 山梨県         | テレビ山梨（UTY）         | TBS系列 | 日曜 22時30分 - 23時00分           | 同時ネット |                 |
| 新潟県         | 新潟放送（BSN）           | TBS系列 | 日曜 22時30分 - 23時00分           | 同時ネット |                 |
| 長野県         | 信越放送（SBC）           | TBS系列 | 日曜 22時30分 - 23時00分           | 同時ネット |                 |
| 静岡県         | 静岡放送（SBS）           | TBS系列 | 日曜 22時30分 - 23時00分           | 同時ネット |                 |
| 富山県         | チューリップテレビ（TUT） | TBS系列 | 日曜 22時30分 - 23時00分           | 同時ネット |                 |
| 石川県         | 北陸放送（MRO）           | TBS系列 | 日曜 22時30分 - 23時00分           | 同時ネット |                 |
| 中京広域圏     | 中部日本放送（CBC）       | TBS系列 | 日曜 22時30分 - 23時00分           | 同時ネット | 現・CBCテレビ   |
| 鳥取県・島根県 | 山陰放送（BSS）           | TBS系列 | 日曜 22時30分 - 23時00分           | 同時ネット |                 |
| 岡山県・香川県 | 山陽放送（RSK）           | TBS系列 | 日曜 22時30分 - 23時00分           | 同時ネット | 現・RSK山陽放送 |
| 広島県         | 中国放送（RCC）           | TBS系列 | 日曜 22時30分 - 23時00分           | 同時ネット |                 |
| 山口県         | テレビ山口（tys）         | TBS系列 | 日曜 22時30分 - 23時00分           | 同時ネット |                 |
| 高知県         | テレビ高知（KUTV）        | TBS系列 | 日曜 22時30分 - 23時00分           | 同時ネット |                 |
| 福岡県         | RKB毎日放送（RKB）        | TBS系列 | 日曜 22時30分 - 23時00分           | 同時ネット |                 |
| 長崎県         | 長崎放送（NBC）           | TBS系列 | 日曜 22時30分 - 23時00分           | 同時ネット |                 |
| 熊本県         | 熊本放送（RKK）           | TBS系列 | 日曜 22時30分 - 23時00分           | 同時ネット |                 |
| 大分県         | 大分放送（OBS）           | TBS系列 | 日曜 22時30分 - 23時00分           | 同時ネット |                 |
| 宮崎県         | 宮崎放送（MRT）           | TBS系列 | 日曜 22時30分 - 23時00分           | 同時ネット |                 |
| 鹿児島県       | 南日本放送（MBC）         | TBS系列 | 日曜 22時30分 - 23時00分           | 同時ネット |                 |
| 沖縄県         | 琉球放送（RBC）           | TBS系列 | 月曜 0時20分 - 0時50分（日曜深夜） | 110分遅れ  | [ 1 ]           |